# Metro de Bombay
El metro de Bombay (en hindi: मुंबई मेट्रो) es un sistema de metro de la ciudad de Bombay, capital del estado federal de Maharashtra en la India. El metro de Bombay consiste en 3 línea operativas y 4 líneas en varias etapas de construcción.
El sistema está diseñado para reducir la congestión del tráfico en la ciudad y complementar la red superpoblada de trenes suburbanos de Bombay (coloquialmente llamados trenes locales). Se está construyendo en tres fases durante un período de 15 años, y se espera completarlo en 2025. Cuando se complete, el sistema central comprenderá ocho líneas ferroviarias de metro de alta capacidad, que abarcarán un total de 235 kilómetros (24% bajo tierra, el resto elevado, con una porción minúscula construida a nivel) y atendida por 200 estaciones.
La línea 1 es operada por Mumbai Metro One Private Limited (MMOPL), una empresa conjunta entre Reliance Infrastructure (69%), MMRDA (26%) y Veolia Transport RATP Asia, Francia (5%). Mientras que las líneas 2, 4, 6, 7 (en construcción), 5 y sus extensiones (licitación en curso) serán construidas por MMRDA, la línea 3 completamente subterránea (también en construcción) será construida por Mumbai Metro Railway Corporation Limited (MMRCL). El desembolso financiero total para la expansión del sistema de metro más allá de la línea 1 actualmente operativa es de ₹821.72 mil millones (equivalente a ₹930 mil millones, US$13 mil millones o €11.97 mil millones en 2019), que se financiará mediante una combinación de capital y deuda bilateral, multilateral y sindicada. En otro impulso a la conectividad, la Autoridad de Desarrollo de la Región Metropolitana de Mumbai (MMRDA) ha decidido conectar Bombay y Virar con una línea de Metro.
En junio de 2006, el primer ministro Manmohan Singh sentó las bases para la primera fase del proyecto del metro de Bombay, aunque los trabajos de construcción comenzaron en febrero de 2008. En mayo de 2013 se realizó una prueba exitosa y la primera línea del sistema entró en funcionamiento el 8 de junio de 2014. Muchos proyectos de metro se estaban retrasando debido a autorizaciones ambientales tardías y problemas de adquisición de tierras.

## Historia
Bombay es una ciudad de más de 10 millones de habitantes y un importante centro comercial e industrial de la India. A mediados de 1990 se realizó un estudio de transporte urbano que señaló la necesidad de construir un sistema de metro. Según el estudio el 88 % de los viajes se realizaban por autobús y ferrocarril. Las calles de la ciudad estaban colapsadas y las líneas de ferrocarril suburbanas operaban a máxima capacidad; trenes con capacidad para 1400 pasajeros transportan 4000 en hora punta.
El 8 de junio de 2014 se inauguró el primer tramo perteneciente a la Línea 1, de 12 kilómetros, entre las estaciones Versova y Ghatkopar.
Están previstas dos nuevas rutas:
- Una línea subterránea de 40 kilómetros entre Dahisar y Mankhurd.
- Una línea de 31 kilómetros, con algunos tramos subterráneos y otros en viaducto elevado, entre Wadala y Thane.

En 2016 se  comenzó la construcción de la línea 2a y en 2017 se inició la construcción de la línea 7. Ambas líneas se inauguraron en 2022

## Imágenes

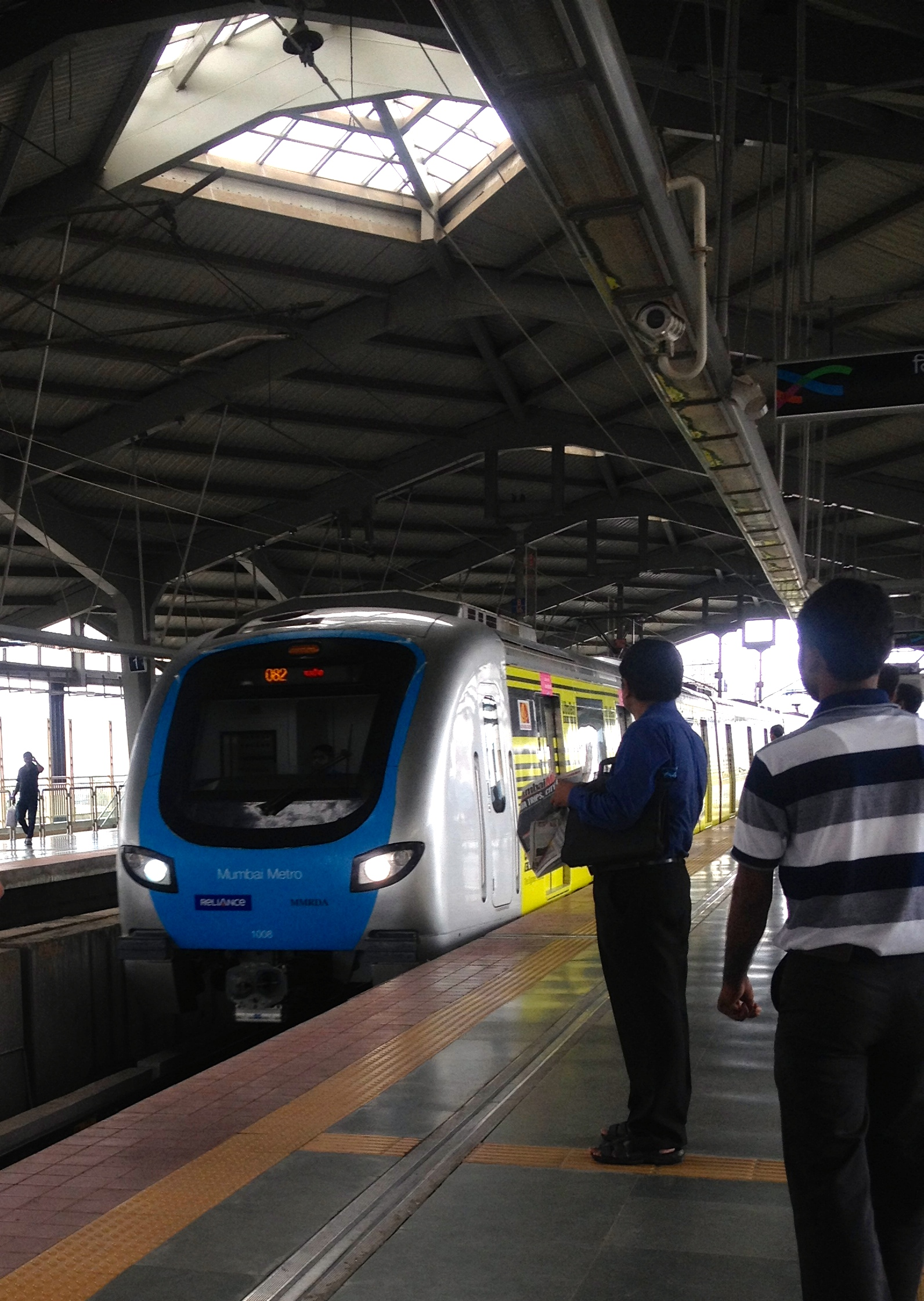
Estación Sakinaka.
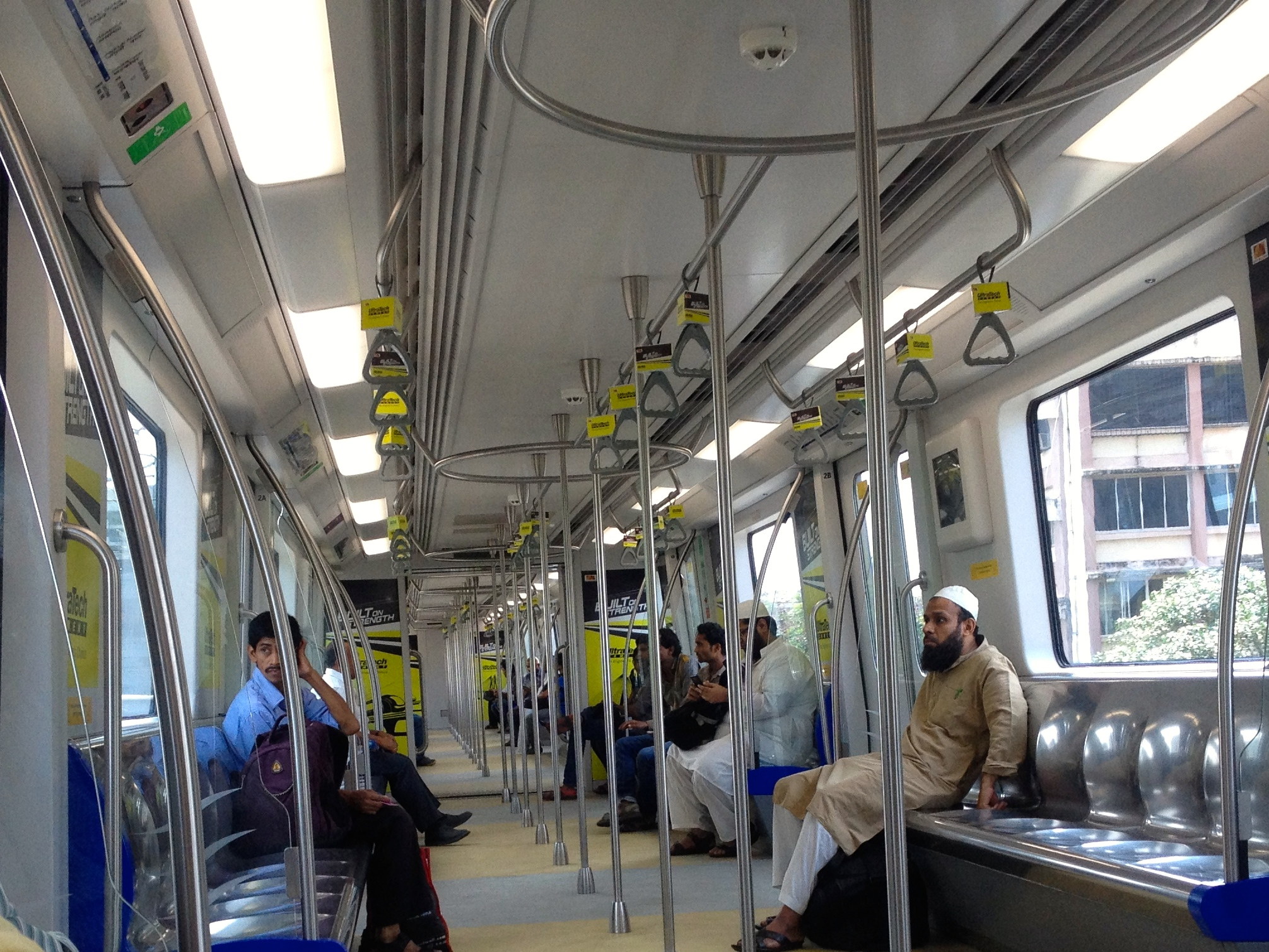
Interior de un coche de pasajeros.
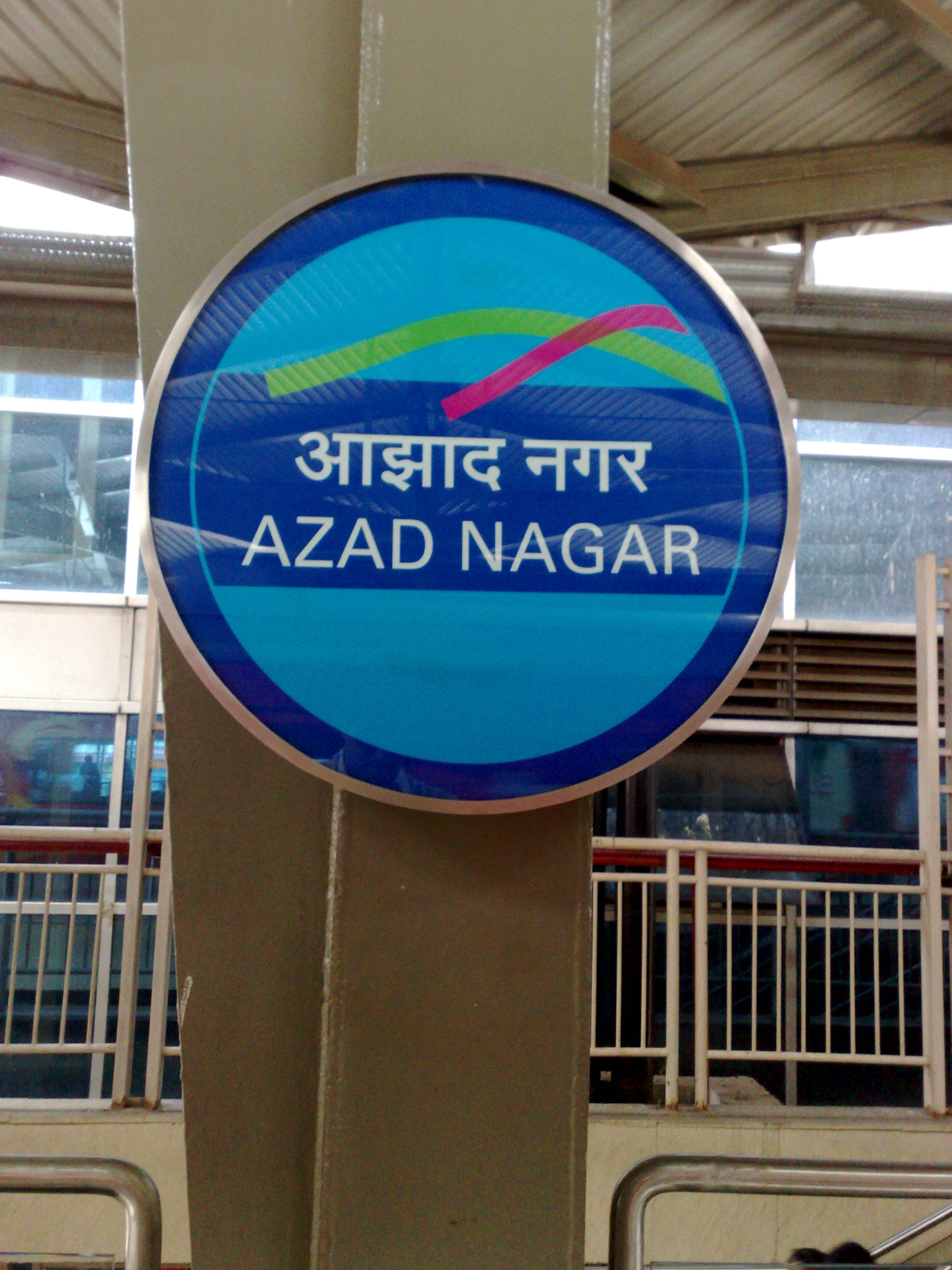
Estación Azad Nagar.